# Theodorus Frederik van Capellen

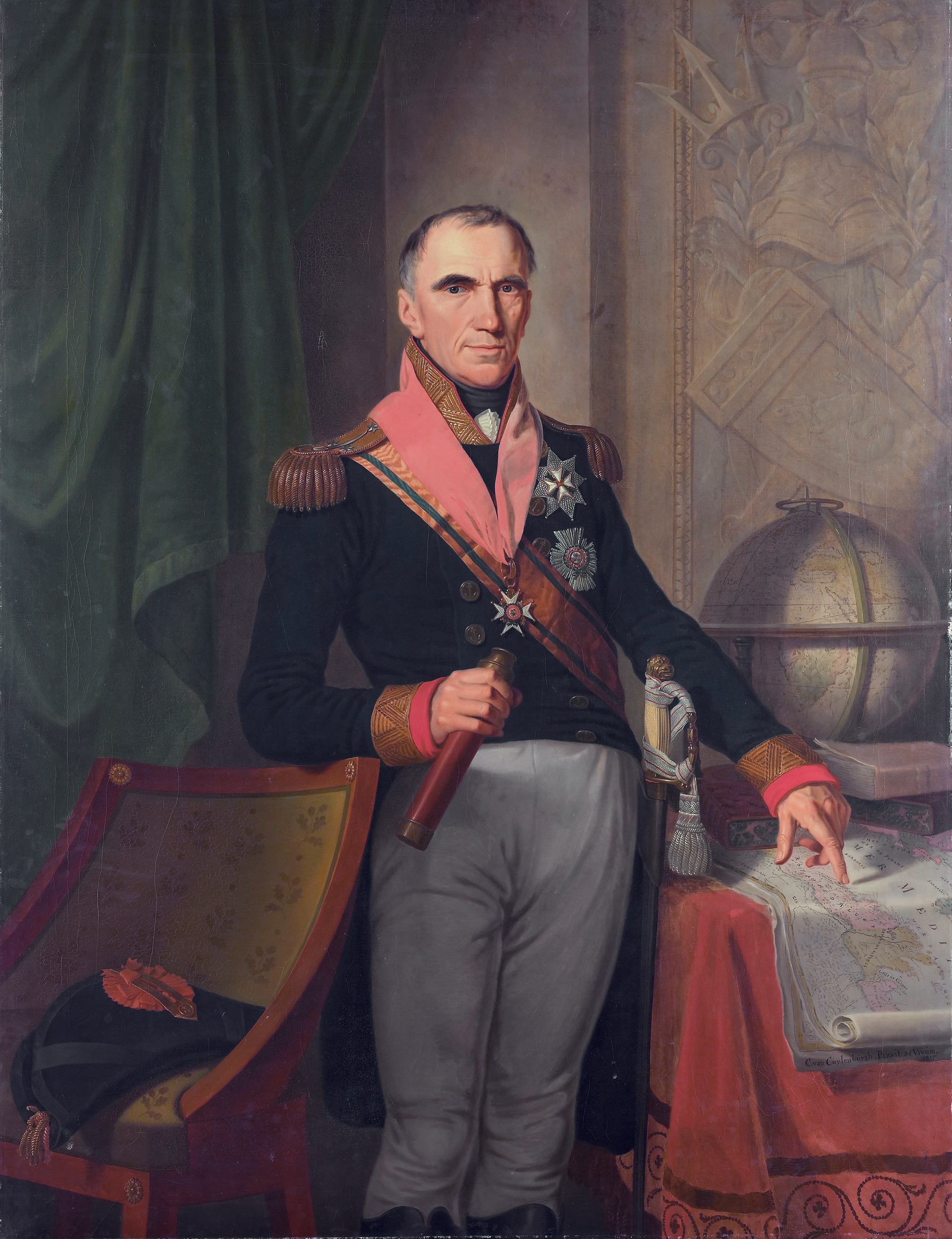
Theodorus Frederik van Capellen

O barão Theodorus Frederik van Capellen (Nijmegen, 6 de Setembro de 1762 - Bruxelas, 15 de Abril de 1824) foi um oficial naval neerlandês que atingiu o posto de almirante e se destacou no bombardeamento a Argel numa acção punitiva em resultado dos ataques dos piratas da Barbária a interesses europeus.

## Biografia
Em 1772 entrou ao serviço da marinha holandesa, na qual foi em 1783 promovido ao posto de capitão. Em 1792 e 1793 com um grupo de barcas canhoneira participa na defesa de Dieppe contra os franceses. Em 1799 passou-se com uma parte dos seus navios para o lado dos ingleses, razão pela qual foi sentenciado à morte in contumaciam.
Em 1813, após o regresso de Guilherme I dos Países Baixos, Príncipe de Orange, voltou também para a Holanda, sendo então promovido a vice-almirante e recebendo a missão de obter dos britânicos o retorno das colónias neerlandesas da Índias Orientais (actual Indonésia).
Como ao tempo os piratas da Barbária, com base em Argel, tinham cometido diversos ataques contra navios neerlandeses, Capellen foi nomeado almirante da esquadra neerlandesa no Mediterrâneo. Nessas funções, em Junho de 1816 levou a cabo um reconhecimento do porto de Argel, unindo-se em Agosto seguinte à esquadra britânica comandada por Edward Pellew, 1.º visconde Exmouth, que bombardeou aquela cidade.
No bombardeamento de Argel, durante o qual foi queimada a frota argelina e libertados os prisioneiros cristãos existentes no porto, Capellen teve um papel relevante.
Faleceu em Bruxelas, a 15 de Abril de 1824, no cargo de ajudante de ordens dos príncipes de Orange.